# 1,11-undecanodiol
El 1,11-undecanodiol es un diol de fórmula molecular C11H24O2. Los dos grupos hidroxilo (-OH) están en los extremos de una cadena lineal de once átomos de carbono.

## Propiedades físicas y químicas
El 1,11-undecanodiol es un sólido cristalino blanco que tiene su punto de fusión a 62-65 °C y su punto de ebullición a 319 °C.
Posee una densidad inferior a la del agua, 0,918 g/cm³.
El valor estimado del logaritmo de su coeficiente de reparto, logP ≃ 2,6 - 3,8, indica una solubilidad considerablemente mayor en disolventes apolares que en agua;
en esta última, su solubilidad estimada es de 89 mg/L.
En la estructura cristalina del 1,11-undecanodiol, estudiada mediante difracción de rayos X, se ha observado que, de los dos grupos hidroxilo terminales, uno tiene conformación gauche y el otro trans respecto al esqueleto hidrocarbonado. Las moléculas se disponen paralelamente al eje b y las capas se forman con un grosor igual a b/2. En estas capas, las moléculas se organizan de manera antiparalela a lo largo del eje a. Estas características son comunes a las de otros dioles con un número impar de átomos de carbono, pero diferente a los que tienen un número par.
En cuanto a su reactividad, este compuesto es incompatible con agentes oxidantes fuertes.

## Síntesis y usos
El 1,11-undecanodiol puede prepararse por reducción del undecenato de metilo con borohidruro de zirconio, siendo el rendimiento del 94%. Si esta misma metodología se aplica al ácido 10-undecenoico en vez de al éster, el rendimiento se reduce al 77%.
Esta última reducción puede también llevarse a cabo empleando NaBH4/I2 en tetrahidrofurano.
Otra vía de síntesis de este diol es por hidratación reductora del undec-10-in-1-ol, aplicando un catalizador dual de rutenio.
Por otra parte, también se ha elaborado 1,11-undecanodiol por biosíntesis del correspondiente alcano, el undecano, mediante las enzimas CYP153 de Mycobacterium marinum y Polaromonas sp. cepa JS666.
Este diol puede servir para preparar extensores de cadena que se usan en la producción de poliuretanos biodegradables y ureas de poliuretano biocompatibles; estos materiales se utilizan en aplicaciones biomédicas como estentes y nano-andamios para ingeniería de tejidos.
También en copolímeros de éster-urea basados en aminoácidos (PEU) que se usan como adhesivos biodegradables y pueden ser adecuados para una amplia variedad de usos biomédicos.
Por otra parte, este diol puede formar parte de aerosoles empleados para administrar por vía tópica agentes activos con corticosteroides. En este caso, el  1,11-undecanodiol actúa como potenciador para la penetración del fármaco a través de la piel.

## Precauciones
Este producto ocasiona irritación en piel y ojos, que puede ser grave en este último caso.